# Reccared II
Reccared II, död 621, var kung i västgotiska riket från 621 till 621. 